# Marie Alžběta Šliková
Marie Alžběta hraběnka Šliková (německy Maria Elisabeth zu Bassano a Weißkirchen, známá také jako Elise von Schlick, 21. ledna 1792, Praha - 14. prosince 1855 tamtéž) byla česko-rakouská šlechtična z rodu Šliků. Byla činná jako klavíristka, hudební skladatelka, básnířka a provozovatelka salonu.

## Život a činnost
Byla dcerou hraběte Josefa Jindřicha Šlika z Pasounu a Holíče (1754–1807) a jeho manželky, hraběnky Filipíny Ludmily, rozené z Nostic-Rienecku († 1844). Její bratr František Jindřich (1789–1862) byl generál jezdectva.
V raném věku navštěvovala hodiny klavíru a v následujících letech se z ní stala vynikající klavíristka. V pozdějších letech se přátelila s řadou významných hudebníků a některé z nich finančně podporovala, včetně Jana Bedřicha Kittla, Louise Spohra, Ference Liszta či Clary Schumannové.
V roce 1841 se stala členkou Sdružení pro podporu hudby v Čechách, které financovalo především Pražskou konzervatoř. 
Byla také dámou Řádu hvězdového kříže rakouské císařovny. Žila ve svém pražském paláci na Nové třídě č. 61 (dnes Národní), kde pravidelně pořádala soukromé koncerty komorní hudby, a také v rodovém zámku v Kopidlně.
S hraběnkou se setkali manželé Schumannovi, kteří ve dnech 24. ledna – 3. února 1847 pobývali v Praze, při své zpáteční cestě do Drážďan po dlouhém pobytu ve Vídni. Clara Schumannová napsala dne 8. února 1847 své přítelkyni Elise psaní:
| „ | Ich fand in Prag eine Gräfin Schlick, große Musikenthusiastin, und diese führte mich selbst zu den ersten Damen Prags, die ich zu den liebenswürdigsten zählen muß, die ich noch gefunden, und gehört es zu meinen größten Wünschen einmal länger in Prag bleiben zu können, um alle diese Damen etwas näher kennen zu lernen. / V Praze jsem se seznámila s hraběnkou Šlikovou, velkou ctitelkou hudby, která mě uvedla k předním pražským dámám, jedněm z nejpřívětivějších, jaké jsem dosud potkala, a přála jsem si zůstat v Praze trochu déle, abych všechny tyto dámy lépe poznala. | “ |

Hraběnka Marie Alžběta Šliková zemřela 14. prosince 1854 „na následky organického selhání srdce“. O dva dny později se jejího pohřbu zúčastnilo „neslýchané množství lidí obou pohlaví ze všech vrstev společnosti“.

## Odkaz
Dochovalo se autografické album Marie Alžběty Šlikové, do něhož přispělo mnoho jejích významných současníků: evropských hudebníků (včetně Roberta Schumanna) notovými zápisy svých skladeb, spisovatelů (včetně J. W. Goetha i národních obrozenců (včetně Josefa Dobrovského svými texty. Album obsahuje 308 listů formátu 18 x 24 cm. Roku 1917 se připomíná ve sbírce muzea v saském Cvikově, následně je získal soukromý sběratel Alfred Wiede do své sbírky ve Weissenbornu. 4. prosince 1998 se album dostalo do aukce Sotheby's v Londýně, kde je zakoupil americký milionář Bruce Kovner a roku 2006 je věnoval Juilliardově škole v New Yorku  Další jednotliviny z jejího majetku vlastní České muzeum hudby (Národní muzeum) v Praze.

## Hudební díla (výběr)
Následující informace vycházejí z hudebních měsíčních zpráv Hofmeistera. 
- Op. 1 – Drei Lieder für Mezzosopran (oder Alt) und Klavier: Warum?, Das Stübchen, Nächtliche Klage (na vlastní texty), věnováno Louisi Spohrovi; Vídeň: Glöggl, květen/červen 1850
- Op. 2 – Drei Lieder für Mezzossopran (oder Bariton) und Klavier: Die Seelenlast, Im April, Der bleiche Mönch, věnováno Giacomu Meyerbeerovi; Vídeň: Glöggl, říjen 1850
- Op. 3 – Reiters Abschied von seinem Rosse; Vídeň: Glöggl, červen 1851
- Op. 5 – Lieb Liebchen, leg’s Händchen aufs Herze (na text Heinricha Heineho)
- Op. 6 – Drei Lieder: Frühlingsfreude, Das Blatt im Buche, Wanderlied; Vídeň: Witzendorf, listopad 1852
- Op. 7 – Drei Lieder für Alt (oder Bariton): Der treue Kriegsmann, Schwermut, Das Lied vom bleichen Reiter; Hamburk: Cranz, prosinec 1851
- Op. 8 – Drei Lieder für Gesang und Klavier: Geisterkönig, Gute Nacht, Lieder der Nacht; Hamburg: Wilhelm Jowien, září 1852
- Op. 9 – Drei Lieder; Vídeň: C. A. Spina
- Op. 10 – Drei Lieder für Gesang und Klavier; Hamburg: Wilhelm Jowien
- Op. 11 – Drei Lieder: So muss ich denn gehen dahin, Wenn ich wollte singen, Überfall; Hamburg: Böhme, März 1854
- Op. 12 – Drei Lieder: Herzensfrost, Die Müllerin, Abschied; Mainz: Schott, srpen 1854
- Op. 14 – Drei Lieder: Perle und Lied, Ihr Name, Vielleicht!; Praha: Hoffmann, prosinec 1855
- Der Jäger und seine Mutter, in: Album für Gesang mit Begleitung des Pianoforte, Jg. 2; Hamburg: Wilhelm Jowien, únor 1854
- Ringerl und Röserl; Hamburg: Wilhelm Jowien, listopad 1856

## Literární práce
- Sammlung von Gedichten aus dem Nachlass der Gräfin Elise Schlik. Ihren Verwandten und Freunden gewidmet. Prag im Januar 1856. Gottlieb Haase Söhne, Praha 1856 (Digitalizováno).